# 金村義明
金村 義明（かねむら よしあき、1963年8月27日 - ）は、兵庫県宝塚市出身の元プロ野球選手（内野手）。右投右打。現在は野球解説者、野球評論家、タレント。2017年12月からは兵庫県高砂市観光交流ビューローからの委嘱によって「高砂応援大使」を務めている。
旧名は金 義明（キム・ウィミョン、김의명）。高校時まで朝鮮籍を有しており、韓国籍に切り替えた後に現在は日本国籍を持っていることを公にしている。

## 来歴・人物

### プロ入り前
- 中学・高校時代を通じて、報徳学園に在学。高校3年生だった1981年には、エースで4番打者として、甲子園の全国大会へ春夏連続出場を果たした。春の選抜大会では、大府高との1回戦で、槙原寛己との投げ合いに敗れた。しかし、夏の選手権大会では、チームを全国制覇に導いている。また、両大会では打者として、通算打率は.577、本塁打3本を記録している。
  - 高校3年夏の全国大会では、「1回戦突破」という目標を盛岡工業高校戦で達成すると、前年優勝の横浜高校と対戦した2回戦で2打席連続本塁打を放った。3回戦で荒木大輔を擁する早稲田実業学校高等部に投げ勝ち、準々決勝で藤本修二のいた今治西高校に勝利すると、名古屋電気高校との準決勝で、工藤公康から二塁打を含む3安打を記録。決勝の京都商業高校（現・京都先端科学大学付属高等学校）戦にも勝利し優勝した。高校時代から饒舌で歯に衣着せぬ発言で知られ、「早実のようなチームは好きでない。」などと発言し話題を呼んだ。[3]さらに、投手として、初戦から決勝戦までの全6試合で完投勝利を収めた[4]。夏の全国大会の優勝投手で、4番打者を務めながら全試合を1人で完投した選手は過去に8名いるが、この大会での金村を最後に現れていない。また、この大会で記録した通算打率.545（22打数12安打2本塁打）は、夏の全国大会優勝投手としては1939年の嶋清一（.550）に次ぐ歴代2位（春の全国大会を含めると3位）に当たる（いずれも2021年大会終了時点）[5]。このように投打とも大いに活躍したことから、現役を引退してからも、高校野球関連の番組・企画にたびたび登場している[6]。ただし、完投勝利を収めるたびにマウンド上で飛び上がりながらガッツポーズを披露したため、高野連の関係者から注意を受けたという[7]。
- 1981年のドラフト会議で、近鉄バファローズと阪急ブレーブスから1位で重複指名。抽選の末に、近鉄が交渉権を獲得した。なお、阪急は再指名を経て、山沖之彦を獲得している。
  - 金村自身は、ドラフト会議の時点で阪急への入団を志望していた。阪急電鉄沿線で往年の主力打者・長池徳士（1979年限りで現役を引退）の自宅の近くに実家があったことや、「阪急ブレーブスこども会」へ入会していたこと、看板選手の福本豊を少年時代から応援していたことによる[8]。『在日魂』（現役引退後に著した自叙伝）によれば、ドラフト会議の前には、近鉄から挨拶を受けつつ水面下で阪急への入団交渉を進めていたという。しかし、重複指名の末に近鉄が独占交渉権を獲得したことを受け、ドラフト前から親密な関係を持っていた阪急球団に申し訳なく思い、当時阪急の打撃コーチであった長池の自宅を泣きながら訪問。長池や当時の阪急スカウト・三輪田勝利から「近鉄で頑張れ」と激励されたことから、近鉄への入団を決意した。年俸400万円、契約金5500万円[9][10]。

### 近鉄時代
- ドラフト会議では、阪急・近鉄の両球団から投手として指名。しかし、近鉄への入団直後に内野手へ転向した。金村本人は、現役からの引退後に、「高校3年生春の全国大会で投げ合った槇原が最速147km/hのストレートを投げている姿を見て、『俺はプロに入っても投手では通用しない』と悟った。夏の全国大会で優勝できたのは、カットボールと変化球で打者の打ち気をかわすことに徹したからに過ぎない」と明かしている[11]。
- 入団1年目の1982年には、ウエスタン・リーグ公式戦全試合へ出場。同リーグの選抜メンバーとしてスタメンで出場したジュニアオールスターゲーム（横浜スタジアム）では、メンバーの1人だった斉藤浩行（広島東洋カープ内野手）から試合前に譲り受けたバットで第4打席までにサイクルヒット（二塁打　→　本塁打　→　西武ライオンズに入団した工藤からの三塁打　→　単打）を記録すると共に、MVPへ選ばれた。NPBのオールスターゲームでサイクルヒットを達成したのは、一軍を含めても金村が初めてである[12]。ただし、MVPとサイクルヒット達成の副賞として賞金（総額139万円）を獲得したにもかかわらず、シーズン終了後の契約交渉では球団から賞金分の減俸を提示。金村は、一軍の公式戦にほとんど出場できなかったこともあって、この提示を渋々受け入れた[13]。
  - なお、一軍公式戦でも、1986年7月17日の対阪急戦（西宮球場）でサイクルヒットを達成した。 2021年シーズン終了時点でのNPBにおいて、一・二軍を問わず、オールスターゲームと公式戦でサイクルヒットを記録した選手は金村だけである。
- 1985年までは一軍に定着できなかったが、佐々木恭介二軍打撃コーチの指導で徐々に頭角を現すと、1986年からは羽田耕一に代わって三塁のレギュラーに定着。「いてまえ打線」と呼ばれた打線の中軸として活躍するとともに、その豪快なイメージから「いてまえ大将」と称された。引退後の現在も「かつて豪快だったパシフィック・リーグのイメージを継承した最後の選手」という評価を受けている。
- 1986年に初めて出場試合数が100を超え、打率.275、本塁打23本（キャリアハイ）、打点67（キャリアハイ）の成績を残した[14]。
- 結婚したばかりの1988年には、西武との間でパシフィック・リーグの優勝を激しく争っていたシーズン終盤の試合中に、スライディングで左手の有鉤骨を骨折した。その影響で出場選手登録を抹消されたが、仰木彬監督を初めとする当時の首脳陣の勧めで、シーズン最後の関東遠征への同行を許された。金村は、この遠征で優勝を決めた場合に備えて、骨折の5日後（10月18日）から夜を徹して祝勝会の会場探しに奔走した。さらに、翌日の「10.19」（川崎球場でのロッテとのダブルヘッダー）の第1試合を、三塁側の記者席から私服姿で観戦。NPBが登録抹消中の選手のベンチ入りを認めていないにもかかわらず、仰木ら首脳陣の計らいで私服の上にチームジャンパーを羽織ると、第2試合を三塁側（近鉄）のベンチ内で見届けた[15]。その直後には、左手有鉤骨の手術を受けている。
  - 金村が後年述懐したところによれば、当時の医療技術では現在ほど有鉤骨の骨折へ適切に対応できなかったとのことで、翌1989年のオープン戦期間中も手術個所の痛みが残っていたという[16]。結局、かねてから懇意にしていた猿木忠男（当時は阪神タイガースのトレーナー）を通じて公式戦の開幕直後に自費で手術を受け直したが、同年のシーズン序盤はリハビリに専念。中盤から戦線に復帰したものの、リハビリ期間中に球団が獲得したハーマン・リベラが正三塁手へ定着していたため、本人曰く「チームが（前年の『10・19』で逃した）リーグ優勝を果たしたので、『10・19』の悔しさを晴らせたことの嬉しさは大きかった。ただし、復帰後はもっぱら三塁の守備固めとして起用されていたので、正三塁手として優勝の瞬間を迎えていたら嬉しさが倍増していただろう」とのことである[15]。
  - ちなみに、1989年のオープン戦では、3月16日の対ヤクルトスワローズ戦で9回表2死から日本生命野球場（当時の近鉄の本拠地の1つ）のマウンドへ「投手」として登場。3点リードの局面からの登板で、最初に対戦した渋井敬一に単打（中前打）を許しながらも、次打者の笘篠賢治を一塁へのファウルフライに打ち取ったことによって試合を締めくくった[17]。金村がプロ入り後に投手として対外試合へ登板した事例は、公式戦や練習試合を含めてもこの試合だけである。
- 1991年には、9月26日の対福岡ダイエーホークス戦（藤井寺球場）に三塁手として出場したが、9回表に捕手としてマスクを被った。リーグの優勝戦線にいたチームが、一軍のベンチに入っていた捕手（山下和彦、古久保健二、光山英和）を全員起用したばかりか、8回裏の光山の打席で代打を出したことによる。なお、金村が捕手として出場したのは、現役時代を通じてこの試合だけだった。ただし、捕手として1点を失ったほか、チームも6-7というスコアで福岡ダイエーに惜敗している[18]。
- OBの鈴木啓示が一軍監督に就任した1993年には、公式戦の開幕から6月5日までスタメンに起用されたが、故障で戦線を離脱。その間に、正三塁手の座をルーキーの大島公一に奪われた。
- 1994年には、規定打席への到達を逃すも、打率.299と好調であった。その一方で、一軍監督の鈴木や一軍作戦兼バッテリーコーチの梨田昌孝は、金村とポジションの重なる中村紀洋を育てる方針を立てていた[19]。結局、中村の台頭、鈴木監督の指導方針[20]、コーチ陣や球団首脳部への不信感などが重なったことから、シーズン終了後にFA権の行使を宣言。近鉄の選手としては初めての宣言で、中日監督への復帰が予定されていた星野仙一などからの誘いを水面下で受け、1億円の3年契約を提示されていたこともあって、中日ドラゴンズへの移籍を決めた[21]。しかし「10.8決戦」の影響で星野の監督復帰が1年延期されたため、金村が移籍した時点では高木守道監督の続投が決まっていた[22]。
- 13年間にわたった在籍期間中には、一軍公式戦でシーズン2桁本塁打を6回、全試合出場を3回記録。通算成績は打率.258、本塁打127本で、近鉄～大阪近鉄時代の中村や、「いてまえ打線」で共に中軸を担ったラルフ・ブライアントや石井浩郎を下回った。金村自身も「成績の面では一流ではなかった」と認めている。
- パシフィック・リーグの審判員だった山崎夏生は、第一線を退いてから、「金村はハーフスイングの多い打者だった」と告白している[23]。

### 中日時代
- 球団史上初めてFA権の行使によって他球団から移籍したため、移籍当初は三塁のレギュラーとして起用されたが、期待されたほどの結果を出せないまま故障で戦線を離脱。監督の高木とは、二言くらいしか言葉を交わさなかったという。さらに、星野が就任した1996年は同じポジションを守る外国人選手（ダネル・コールズやレオ・ゴメス）に定位置を奪われたことから、一軍公式戦への出場機会がほとんどないまま中日での2年間を過ごした。
- 一時は張本勲の仲介でKBO球団への移籍も検討したが、1996年のシーズン終了後に契約を更改。しかし、翌1997年のレギュラーシーズン開幕直後に、近鉄時代の同僚だった小野和義との交換トレードで西武ライオンズに移籍した。1993年からFA制度を導入したNPBにおいて、FA権の行使によって入団した選手が、入団後にトレードで他球団へ移籍した事例は金村が初めてである[24]。
  - 本人が引退後に明かしたところによれば、中日に在籍していた時期の西武には主力の野手に左打者が多かったため、他球団の右打者の獲得調査を水面下で進行。もっとも、自身については「FA権の行使で中日に移籍したばかりで年俸が高額」との認識から、獲得をいったん断念していたという。しかし、このような立場の選手にしては年俸が思いのほか安いことが再調査で判明したため、1997年に入ってから譲渡を中日に申し入れた[25]。実際には、星野の監督復帰を前提に提示されていた年俸（推定1億円）が高木の監督続投に伴って白紙に戻されたあげく、近鉄最終年と同額（現状維持）の年俸に支度金が上乗せされる程度の条件で入団。2年目のシーズン終了後には、球団からの大幅な減俸提示を受け入れての契約更改を余儀なくされたため、年俸は推定で2,500万円にまで減っていた[26]。

### 西武時代
- 1997年4月18日に西武ライオンズ球場で催された古巣の近鉄戦で、パ・リーグの公式戦へ3年振りに出場。「7番・指名打者」としてスタメンに起用されると、第1打席で移籍後初安打を小池秀郎（近鉄時代のチームメイトだった左投手）からのソロ本塁打で記録した。この年の西武は左打者が多く、右打者と期待されていた垣内哲也や田辺徳雄が故障や不振で手薄になってたこともあり以降は指名打者に加えて、代打や一塁手として一軍公式戦に起用。3割を超える打率でチームのリーグ優勝に貢献したが、若手選手の起用を優先する首脳陣の方針で、日本シリーズにはほとんど出場できなかった。翌1998年には、横浜ベイスターズとの日本シリーズで第1戦と第6戦（いずれも横浜スタジアムでのビジターゲーム）に出場。チームが2勝3敗で迎えた第6戦（10月26日）に1点ビハインドの9回表1死1塁から代打へ起用されたものの、横浜のクローザー・佐々木主浩から併殺打に抑えられたため、チームのシリーズ敗退が決まった[27]。
- 1999年に現役を引退。引退試合になった9月30日の対千葉ロッテマリーンズ戦（千葉マリンスタジアム）では、1打席限定でスタメンに起用された（詳細後述）。なお、近鉄時代を含めて3回出場した日本シリーズでは、所属したチームが3回とも敗退。結局、シリーズ制覇を一度も経験できなかった。

### 解説者としての活動
- 現役を引退した当初は、野球解説者・野球評論家としての専属契約を結べなかったことから、フリーランスの立場で「野球人」と称して『週刊ベースボール』でコラムを連載。その一方で、サンケイスポーツの記者に同行しながら、自分で仕事の依頼や出演交渉に当たっていた。この時期から2020年まで、NPBの春季キャンプ期間中には、解説者としての取材を目的に全球団の一軍キャンプ地を必ず訪問（2021年は新型コロナウイルス感染拡大の影響で全球団取材を断念することをキャンプ前に表明）。また、個人事務所として有限会社カネムラ企画を設立した[28] ほか、近鉄時代のチームメイト・野茂英雄が代表を務めるNOMOベースボールクラブの理事に名を連ねている[29]。その一方で、高知ファイティングドッグス（四国アイランドリーグplus）のゼネラルマネジャーに藤川順一（藤川球児の実兄）が就任した2007年には、藤川から監督への就任を打診されたが固辞している。
- 2000年のシドニーオリンピック期間中には、『週刊プレイボーイ』からの依頼で、正式競技として日本代表が出場していた野球を取材[30]。さらに、『ジャンクSPORTS』（フジテレビ）にゲストパネラーとして出演した際のトークの面白さが注目されたことから、2000年8月にフジテレビ及び系列の関西テレビと専属野球解説契約を結んだ。解説・評論活動でのモットーは「現場主義」で、2001年からは、J SPORTSの野球解説者やスポーツ報知の野球評論家としても活動している[31]。
  - フジテレビの野球解説者としては、2017年のプロ野球シーズンまで、『プロ野球ニュース』（フジテレビONEで放送中のCS版）の火曜日でMCを務めていた。同局との専属契約は2017年限りで終了した[32] が、『プロ野球ニュース』には、2018年から2022年までは試合報告パートの解説者として随時出演していた。
- 西武時代からの自宅がある東京を活動の拠点に置きながら、近鉄時代を過ごした大阪や、中日時代を過ごした名古屋でも地元局制作の情報・バラエティ・ラジオ番組へたびたび登場。関西テレビ制作の阪神・オリックス公式戦中継に、ゲスト解説者として出演することもある。同局が平日の夕方に『FNNスーパーニュースアンカー』を放送していた時期には、木曜日第1部のレギュラーコメンテーターとして、メインキャスターの山本浩之と共に「野球漫談」と称されるほどのやり取りを展開した。
  - 『スーパーニュースアンカー』が終了した2015年4月から2021年9月までは、『上泉雄一のええなぁ!』（MBSラジオ平日夕方の生ワイド番組）に月曜パートナーとしてレギュラーで出演。『アンカー』時代から続く「野球漫談」や、阪神以外の球団の事情も織り込んだ評論などで人気を博している。2016年からは、同局の野球解説者としても活動[33]。2017年度から2020年度までのナイターオフ期間には、MBSラジオで『上泉雄一のええなぁ!』月曜日への出演を続けながら、生放送のラジオ番組では自身初の冠番組『MBSヨル隊「金村義明のええかげんにせぇ〜!」』でパーソナリティを務めていた[34]。『ええなぁ!』からの卒業は2021年の10月改編で放送枠を平日の夕方から早朝へ移動したことに伴うもので、移動前の放送枠に「夕方もポチっとMラジ」（平日夕方の生ワイド番組を包括するレーベル）が新設されたことによって、『ええかげんにせぇ〜!』は通年番組扱いで同レーベルの月曜枠に組み込まれた。
- 2018年5月16日からは、上記の番組に加えて、ニコニコ生放送（ニコ生）内の『金村義明チャンネル』（有料登録方式でライブ動画を月に2回配信）にも出演していた。
  - 『金村義明チャンネル』を運営するみかん合同会社のスタッフは、YouTube上にも「公式チャンネル」と称するチャンネルを設置。「ニコ生」で配信済みのアーカイブから切り抜き編集を施した動画に広告を付けたうえで公開したところ、登録者数が10万人を突破するほどの人気を博した[35]。一方の金村は、当該スタッフから「『ニコ生』への誘導戦略」という説明を受けただけで、自身は一切関与していないにもかかわらず、メディアやSNSの一部でYouTuberとみなされていた[36]。このため、2020年に入ってからは、MBSラジオのレギュラー番組を通じて「YouTuberとしては活動していない」との断言を繰り返していた。
  - 実際には、YouTube「公式チャンネル」でのアーカイブ動画配信で発生しているはずの広告料収入が、金村の下に一切配分されていないことが2020年3月に判明。「公式チャンネル」と関係なく、「ニコ生」からの配信と同時に録画・録音されたうえで、金村の発言の意図に反する編集が施された動画や音源の無断アップロードもYouTubeで相次いでいた。このような事態で怒り心頭に発した金村は、「スタッフに騙されたも同然で、（会員登録を済ませたうえで有料で聴取している）『ニコ生』でのユーザーに申し訳ない」という理由で、YouTube上の公式チャンネルを同月限りで閉鎖させた[36]。さらに、｢ニコ生」の『金村義明チャンネル』も打ち切られたため、最終月（2020年3月）分の有料会費の返金を希望する会員には、費用相当額分のAmazonギフト券で補償する処置が講じられた[37]。

## エピソード

### プロ入り前
- 野球以外のスポーツでは、報徳学園中学校時代に、柔道で初段を取得した。また、自身が12歳の頃から実母が宝塚カントリークラブで長らくキャディーを務めていた[38] 縁で、少年時代から折に触れてゴルフをプレー[31]、現役引退後は、チャリティーゴルフコンペにたびたび参加しているほか、香妻陣一朗・浅地洋佑といったプロゴルファーと盛んに交流している[39]。
  - 近鉄での現役選手時代に授かった三男の昭典も高校時代まで野球選手を目指していたが、当時10代だった石川遼の活躍に金村が感化されていた影響で、高校野球の名門・浦和学院高等学校から石川の母校（杉並学院高等学校）へ転校。転校後は、杉並学院や日本体育大学のゴルフ部で活動していた。諸般の事情でプロゴルファーへの道を断念してからは、ゴルフ雑誌『EVEN』の編集部員や浅地の専属キャディーを経て、2019年からフリーランスのプロキャディーとして活動している[39]。
- 小学校時代は、体育を含めて学業成績がおおむね優秀で、在学中の6年間にわたって学級委員を務めた。もっとも、実家は裕福と程遠く、実母は宝塚カントリークラブでキャディーを始めるまで内職で家計を助けていた[40]。また、物流用トラックの運転手だった実父からは、中学校からの卒業後に就職することを勧められていた。しかし、報徳学園高校の硬式野球部が甲子園球場の全国大会でたびたび逆転勝利を収めてきた話を実母から聞いたことをきっかけに、プロ野球より同校に憧れを持つようになったという[8]。このような経験から、現役引退後は、高校野球の特待生制度に賛成する立場を表明している[41]。
  - 実兄の広雄も報徳学園高校出身（外野手）で、在学中に強打者として鳴らした後に河合楽器へ入社[42]。当時活動していた硬式野球部で小川淳司（習志野市立習志野高等学校→中央大学）とチームメイトになったが、49歳で死去した[43]。奇しくも小川は、義明が近鉄から指名された1981年のNPBドラフト会議で、ヤクルトスワローズから4位で指名。現役引退後も、同球団で一・二軍の監督やフロントの要職（ゼネラルマネジャーなど）を務めているほか、義明とも面識がある。
- 1981年9月の日韓親善高校野球に、日本選抜チームの1人として出場[2]。家族とともに韓国に渡った。当時の金村家は全員が朝鮮籍を保有していたため、渡韓の前には、臨時パスポートの取得に苦労したという[2]。しかし、在韓中に政府の計らいで、実父の幼少期に生き別れになった釜山在住の姉2人とソウルで再会。普段無口だった実父は、再会の際に号泣した。この歓待で「韓国のイメージが変わった」という金村家は帰国後、一家全員で韓国籍に切り替えた[2]。ちなみに、在日2世の実母からは、「ヨッちゃん（義明）は日本人じゃないから、負けたらあかん（ダメ）。（他人の）3倍の努力をせなあかん（しなければならない）」「人間はみんな一緒なんだから堂々と生きろ」と言い聞かされていたという。また、実父は2019年6月に永眠した[38]。
  - 金村本人は、試合の合間に現地の女性とお忍びで遊び過ぎたことが祟って、日本への帰国後に泌尿器科医の診察を受けたという。
- 『在日魂』によれば、近鉄からはドラフト前の時点で、「（東海大学から前年に読売ジャイアンツへドラフト1位で入団した）原辰徳の契約金（推定8,000万円）と年俸（推定840万円）を上回る金額と、（関連会社の近鉄不動産が扱っている）土地を用意する」という条件を出されていたとされる。しかし、ドラフト会議後に球団社長と代表が交代したことから、球団スタッフの顔触れも一新。上記の条件が口頭での約束に過ぎなかったことを理由に、白紙の状態で入団交渉を始めたため、金村本人は「まるで詐欺やないか」と思ったという。そのため、交渉はしばしば決裂。在阪スポーツ紙などから実母がバッシングを受ける事態にまで至ったが、契約金6,000万円、年俸380万円（金額はいずれも推定）という条件で近鉄に入団した。ちなみに入団後は、契約金を全額両親に渡したうえで、両親のために近鉄不動産から実勢価格より3%安い金額で土地を購入したという[44]。また。実母は金村の入団を機に、宝塚カントリークラブを退職。自宅のある宝塚市内で長らく焼肉店を営んでいたが、閉店を経て隠居している[38]。

### 近鉄時代
- 入団時の背番号は28であったが、それまで28番を付けていた花房健が着ていたユニフォームが、背ネームのワッペン（HANABUSA）を外しただけで入団会見の直前に金村へ引き継がれた。当時の近鉄球団ではそのような引き継ぎが当たり前で、入団記者会見の際に新品のユニフォームをあてがわれた新人選手は、金村と同じく高校3年時に夏の選手権全国大会の決勝で投げた経験を持つ太田幸司（1970年にドラフト1位で入団）だけであったという[45]。ちなみに太田は、金村が入団した1982年のみチームメイトだったが、1983年に読売ジャイアンツへ移籍。1984年に阪神タイガースで現役を引退してからは、金村と同じく、毎日放送の野球解説者として活動している。
- 近鉄への入団当時は、「球友寮」（当時の本拠地の1つ・藤井寺球場の場外にあった球団合宿所）に住んでいた。しかし、前述した入団までの経緯に加えて、高卒ルーキーながらパンチパーマで入寮したことから、入寮後はドラフト1位入団の金村をやっかむ先輩選手から陰湿ないじめに遭った。金村によれば、寮の自室に保管していた金銭を盗まれることが何度もあったとのことで、現役引退後のインタビューや出演番組では当該選手の名を伏せながらもいじめの実態をたびたび明かしている[15]。ただし、当時一軍のレギュラーだった栗橋茂・平野光泰両外野手や、当時一軍で売り出し中だった内野手の森脇浩司など、厳しくも優しい姿勢で金村に接していた先輩選手も少なからずいる[46]。
  - 森脇はとりわけ金村を気に入っていたが、シーズン中に一軍へ帯同することが多かったため、金村は球友寮で孤立。球団の待遇や寮の食事に辟易していたこともあって、門限破りや（球団に無断で購入し、寮から離れた駐車場に置いていた）自家用車でのドライブを繰り返すようになった。当時の近鉄球団では独身で入団した選手に入団後3年間の寮生活を義務付けていたが、結局は寮長からの勧めを受けて1年で退寮。実家が本拠地（藤井寺球場や日生球場）から遠い宝塚市にあったことから、退寮の直後には、本拠地の近辺に住む知人の家を転々としていた。この時期には、当時懇意にしていた藤井寺球場近くの理髪店の一室を間借りしたことや、自家用車で寝泊まりしたこともあったという。金村自身は、現役からの引退後に、「環境の悪さから（球友寮を）逃げ出したようなもので、入団してからすぐにプレーで結果を残せなかったのも、そのような環境に耐えられるほど心が強くなかったからだと思う。入団1年目に戻れるものならやり直したい」と語っている[15]。
- 2年目の1983年(昭和58年)の選手名鑑で趣味の欄には「カラオケ、酒」。
- 現役生活でオールスターゲームに出場したのは1990年だけで、当時近鉄の監督だった仰木彬の推薦によるものだった。ちなみに、金村が同球団の一軍で正三塁手に定着していた1980年代後半から1990年代前半までは、ファン投票のパ・リーグ三塁手部門で石毛宏典や松永浩美の後塵を拝していた。
- 1988年のオフシーズンに、『クイズ仕事人』（朝日放送）へゲスト出演。この年の10.19（前述）第2試合で近鉄が有藤通世（当時はロッテの監督）からの抗議をはさんだ時間切れ引き分けでパ・リーグ優勝を逃したことを背景に、司会の島田紳助から「有藤監督のこと嫌いやろ」と訊かれた。金村は当初「試合の勝敗がかかっていることですので・・・」と言葉を濁したものの、紳助から「この番組、（ロッテの当時の本拠地で「10・19」の舞台にもなった川崎球場のある）関東には映ってへんで」と水を向けられた弾みで「大嫌いです!」と言い放った。なお、この番組で当時アシスタントを務めていた坂口美津穂は、翌1989年に星野伸之（当時はオリックス・ブレーブス投手）と結婚。結婚後に、朝日放送の番組審議委員を務めている。
- 前述した球友寮での経験を踏まえて、退寮後に選手会長を務めるなど、選手の待遇や球団施設の改善にも尽力した。
  - 近鉄では1984年にメジャーリーガーのドン・マネーを好待遇で入団させたが、マネーが球場内のロッカーや選手用浴場の汚さに失望したあげく、短期間で退団した。また、本拠地には球団役員専用の駐車場がありながら、選手専用の駐車場が設けられていなかった。野茂英雄の在籍中には、本拠地の公式戦で開幕投手を任された野茂が自家用車で球場に向かったところ、球団職員から駐車を拒否されている。金村は選手会長時代に、上記の実態を解決すべく、球団の幹部と粘り強く交渉。その結果、選手専用駐車場の確保や浴場の改装などが実現したという[47][48]。さらに、本人曰く「右手有鉤骨の骨折（1988年10月）による痛みが1989年に入ってからも（前述したように）引かなかったのは、当時のチームドクター（球団専属の医師）の誤診に沿って（最初の）手術を受けたせい」とのこと[15] で、回復後に球団へ掛け合ってチームドクター制度を廃止させた。これを機に選手会の総意でトレーニングコーチに招聘したのが立花龍司で、同年のパ・リーグ優勝の足掛かりを作ったほか、トレーニングに対する若手・中堅選手の意識を大きく変えた。しかし、仰木に代わって鈴木が監督に就任した1993年には、金村と同様に鈴木と対立。結局、金村より先に同年限りで近鉄を退団したが、退団後も野茂や吉井理人を自主トレーニングなどで指導している。
  - チームがパ・リーグを制した1989年のシーズン終了後には、球団の優勝記念旅行で、家族と共にハワイ島やオアフ島へ赴いた。4泊6日の旅行だったが、家族の参加費の負担を求められるなど球団の対応が悪く、金村を筆頭に参加した選手が日本への帰国後に「今度優勝したら、球団主催の旅行を辞退する代わりに、選手と家族だけで（金村の地元・兵庫県内にある）有馬温泉に泊まろう」と申し合わせるという有様だった[15]。
    - もっとも、近鉄が後に優勝したのは金村引退後の2001年だけで、球団もオリックス・ブルーウェーブへの吸収合併やオリックス・バファローズの発足（2004年）を機に消滅した。ちなみに、近鉄およびブルーウェーブ最後の公式戦（2004年9月27日にヤフーBBスタジアムで催されたパ・リーグのレギュラーシーズン最終戦）では、関西テレビが同日深夜の録画放送向けに中継を組んだことから、近鉄OBの金村がブルーウェーブOBの星野伸之と共に中継の解説を担当。人目を憚らずに涙を流しながら、両球団の最期を見届けている。
- 当時西武のコーチを務めていた伊原春樹とは野茂がフォークボールを投げる際に、手を出さないよう掛け声で合図する行為が許せなかった事から、「盗人」「汚い野球をするな」と罵倒しており伊原とはよく口論になっていた。伊原はこの事をかなり根に持っていたようで金村が西武に移籍した際は入団直後に呼び出して長時間の正座をさせたり、ミーティングで嫌味を繰り返すなど陰湿な報復を受けたという。

### 中日時代
- 1996年5月1日の対巨人5回戦（ナゴヤ球場）、5回裏にバルビーノ・ガルベスの投球が打者・山崎武司の頭付近を通過したことが発端となる乱闘に、“マスコットバットを持ち出し参戦した”とされる[49]。この件については、乱闘の当事者であるガルベスと山崎に加え、金村も罰金10万円と厳重注意を受けた。後年、自身がラジオパーソナリティを務める『ツー快!お昼ドキッ』（CBCラジオ）[信頼性要検証]で「素振りをしているときに乱闘が起こり、何事が起こったかと見に行ったら巻き込まれ、バットを持っていたことは、取り上げられるまですっかり忘れていた」と語っている。

### 西武時代
- 中日時代に続いて、家族を（近鉄の本拠地がある）大阪府内の自宅に残したまま単身で生活。ただし、名古屋市内でのマンション暮らしだった中日時代と違って、20歳ほど若い選手（松井稼頭央、大友進、小関竜也、大塚など）と一緒に球団合宿所の「若獅子寮」で生活していた。プレーでは近鉄の主力選手時代ほどにはチームへ貢献できなかったものの、前述した「10・19」のVTRを「若獅子寮」で見せるなど、近鉄時代の熱い経験を若手選手に伝えた。金村が現役引退後に述懐したところによれば、「西武での3年間は、球団の厚意で若獅子寮へ入れていただいたうえに、若い選手と仲良くしながらリーグ優勝を2回も経験できたので楽しかった」という[15]。「西武でも優勝旅行でハワイに行かせて貰ったが、近鉄の時とは雲泥の差でとても良かった」とも答えている。
- 近鉄へ在籍していた1980年代の後半から、「容姿が（西武へ入団したばかりの左打者）鈴木健と似ている」と言われていた。1988年、西武と近鉄が最後まで優勝を争った際、はた山ハッチ（やくみつる）は自身執筆の『パロ野球ニュース』（1988年8月）で両人と思われるトランクス姿の人物を描き、「今年はウチが優勝だ」と宣言する四コママンガを描き、同じコマに登場する中日の星野仙一監督が「お前は近鉄の金村か？西武の鈴木健か、どっちだ」と突っ込むネタを描いている。その鈴木とは西武移籍時にチームメイトとなり、この際にも『パロ野球ニュース』や[50]、日刊スポーツでネタにされていた[51]。2人が似ていることは当人達も自覚していて、西武でチームメイトになったことを機に、鈴木は金村を「お兄ちゃん」と呼ぶほど慕うようになった。金村によれば、現役引退後に野球解説者としての仕事で球場やキャンプを取材した際にも、居合わせたファンからよく「鈴木健さんですよね?」と呼び掛けられるという。
- 1999年9月30日の引退試合、対千葉ロッテマリーンズ戦の第1打席（現役最後の打席）であえなく凡退している(引退試合が古巣の近鉄相手でも無くゆかりの無いビジターの試合なのは稀であったが、これは金村がこの年二軍生活が長く、二軍練習や遠征の移動がベテランの年齢ではキツくそれに心が折れて急遽引退を球団に申し入れた結果である[52])。金村は前出のラジオ番組で「現役最後の打席でこれまでの選手生活を思い出すと涙が溢れ、ボールが見えづらかった。にもかかわらず、マリーンズ先発の薮田安彦は容赦なくフォークボールを投げてきた。空気を読んで欲しかった。」と語っている。このシーンをモノマネする芸人は「現役最後の打席で涙に溢れながらもチンポジ（男性器の位置）を気にする金村選手」として演じている。

### 現役引退後
- 近鉄入団時の守備走塁コーチで、後に一軍監督を務めた仰木には、現役を引退してからも深い恩義を感じており、親交が深かった。
  - 西武時代のチームメイトだった大塚光二とのコンビで現役引退後に進行役を務めた『ガンバレ日本プロ野球!?』（J SPORTS）では、仰木が2度にわたってゲストで出演した。この縁で、同番組の放送期間中から、日本プロ野球の春季キャンプ取材を必ずオリックスのキャンプ地から始めている。
  - 仰木がオリックス・ブルーウェーブの一軍監督を務めていた1990年代中頃に、仰木が肺癌を患っていることを知った。仰木から口止めを懇願されたことを機に、仰木が2005年12月15日に逝去するまでその事実を誰にも言わなかった。また、仰木の晩年には、ゴルフなどで親交を続けていた。
  - 仰木がオリックスの一軍監督を務めていた時期から、野球解説者への転身後は、春季キャンプ期間中にオリックスブルーウエーブおよび後継球団のオリックス・バファローズの一軍キャンプを最初に取材。2015年までは毎年、キャンプインの初日（2月1日）から、キャンプ地の宮古島や宮崎市へ取材に赴いていた[53]。
  - 仰木の逝去当時は、『ベリーベリーサタデー!』（関西テレビ制作土曜朝のワイドショー）内のスポーツコーナー「Weeklyベリスポ!」に、コメンテーターとしてレギュラーで出演。逝去翌々日（2005年12月17日）の「Weeklyベリスポ!」で仰木の生前葬を取り上げた際には、全国向けの生放送中にもかかわらず、思わず号泣した[54]。翌2006年には、仰木とのエピソードを記した著書『仰木彬 パリーグ魂：命をかけてプロ野球を救った男』も出版している。
  - 2018年12月11日（火曜日）に放送された『金村義明のええかげんにせぇ～!』では、仰木の命日直前の生放送であったことから、金村が仰木との思い出話をほぼ全編にわたって熱弁。その内容が放送批評懇談会に高く評価されたことから、同番組は第56回ギャラクシー賞のラジオ部門で奨励賞を受賞した[55]。
- 『プロ野球ニュース』が地上波（フジテレビ）で最後に放送された2000年度オフシーズンに、同番組のレギュラー解説者として出演したロケ企画で片岡篤史（当時は日本ハムファイターズ内野手）の実家（京都府久世郡久御山町）を訪れた際に、「片岡が自費で実父に贈った」という檜造りのサウナへいち早く入浴した。片岡は翌2001年のシーズン終了後に国内FA権の行使を経て阪神タイガースへ移籍したが、移籍直後の応援歌では、日本ハム時代から使われている応援歌の歌詞に「リフォーム」「檜風呂」の言葉を用いたファンファーレが本人に無断で追加された。前述の企画から「片岡の実家には檜風呂がある」という誤った噂が流れたことによるもので、球団公認の応援団がただちにファンファーレを作り直したものの、金村は後に「片岡には申し訳ないことをした」と述べている[56]。
  - 片岡は現役引退後の2005年から、阪神のコーチ時代をはさんで、金村と同じフジテレビ・関西テレビの野球解説者として活動。金村ともゴルフなどを通じて親交を深めているため、金村はフィル・ミケルソン（プロゴルファーで片岡と同じく左利き）にちなんで、出演番組で片岡のことを「浪花（なにわ）のミケルソン」と呼んでいる。
- 現役引退後の2017年12月からは、高砂市への居住経験がないにもかかわらず、同市出身の花*花と共に高砂応援大使を委嘱されている。委嘱のきっかけは、近鉄の選手時代から高砂市内へ頻繁に足を運んでいることを、『上泉雄一のええなぁ!』で頻繁に明かしていることによるという。同年11月に市内で講演会を実施したことも、応援大使への就任につながった[1]。
- 2018年夏の第100回全国高等学校野球選手権記念大会前後には、「高校野球100年の歴史を彩ったレジェンドの1人」として、大会関連の番組・イベント・インタビュー企画に多数登場。全国大会3回戦の8月17日には、第1試合の常葉大学附属菊川高校対近江高校戦を前に、記念大会の特別企画である「甲子園レジェンド始球式」へ臨んだ。
  - 数年来患っている痛風と五十肩の影響で利き手（右手）の腫れが収まらないまま登板した[57] ため、投げたボールはワンバウンドで、外角に大きく外れてしまった。金村自身は、始球式直後の取材で苦笑いを浮かべながら、「お恥ずかしい。緊張し過ぎて体が言う事を聞かなかった。近江高校のキャッチャー（有馬諒。その後関西大学を経てENEOS野球部）が（ワンバウンドの投球を）よく捕ってくれた」というコメントを残した[58]。ちなみに、登板の前日からは、痛風を鎮めるために主治医から処方されていた座薬を体内へ何錠も注入。その一方で、大会の終了後には、妻の代筆ながら有馬へ感謝の手紙を送った。さらに、有馬率いる新チームが翌2019年夏の選手権滋賀大会で2年連続の本大会出場を決めた際に自費で差し入れするなど、有馬が2020年3月に近江高校を卒業（関西大学へ進学）するまで交流を続けた。
  - 奇しくも、金村は37年前（1981年）のこの日に、報徳学園高校の投手として第63回大会準決勝で愛工大名電高校（当時の校名は名古屋電気高校）と対戦。前述したように、工藤から3安打を放ったばかりか、工藤を相手に完投勝利を収めた[57]。また、始球式の翌日（18日）に開かれた準々決勝には、小園海斗を擁する報徳学園高校が第2試合へ登場している（結果は済美高校の前に2- 3というスコアで惜敗）。
- 近鉄の選手時代から豪放磊落な生活を続けてきたことの反動で、前述した痛風を2009年から数回発症。サウナへの入浴、（痛風に効果があるとされる）ナタマメ茶の飲用、診療所でのニンニク（ビタミンB群）注射などで体調の維持に努めてはいるが、テレビ番組の企画で健康診断や人間ドックへ臨むたびに、診断した医師から生活習慣の改善を強く求められている。
  - 『ジャンクSPORTS』レギュラー放送の初期には、「血液サラサラ選手権」で血流の流れの速さを測定するたびに、元・プロ野球選手とは思えないほどの「ドロドロ血」（血液の流れの悪さ）を露呈。選手権の開始当初は3回連続で最下位を記録していたが、自身の希望で2006年に開かれた「血液ドロドロ選手権」（同年10月2日放送分）では、3位にとどまったことで「世界王者」という汚名を辛うじて免れた。
  - 2009年にテレビ東京『主治医が見つかる診療所』（4月6日放送分「春の健康診断スペシャル!」）の企画でMRI検査を受けたところ、診断の時点で東京マラソン2009・フルマラソンの部への出場（『ジャンクSPORTS』との連動企画）に向けて毎日10kmの距離を走っていたにもかかわらず、脳梗塞を発症する危険性があることが判明（マラソン自体は5時間48分20秒というゴールタイムで完走）。4年後（2013年）に「芸能人徹底検査!人間ドックスペシャル」（6月24日放送分）の企画で人間ドックへ入った結果、発症のリスクがさらに高まっていることが分かったため、近鉄時代から続けていた喫煙の習慣を止めることを番組内で公約する羽目に陥った。金村自身は放送後に喫煙をこっそり再開するつもりであったが、番組側が密着取材を続けていたことで観念。取材が終わってからも、タバコを1本も吸っていないことを公言している。
  - 2020年に『名医のTHE太鼓判!』（TBSテレビ）最終回（3月2日放送分の「このまま放っておくとヤバイ芸能人が集結!春の芸能人余命宣告3時間スペシャル」）の企画で大腸の内視鏡検査や血液検査を受けたところ、大腸に直径1.5cmのポリープ、心臓の冠動脈に硬化、脳内に4カ所の「隠れ脳梗塞」の形跡が判明。診断した医師から、生活改善への強い希望を込めて、番組のエンディングに「今のままの生活を続けた場合の余命は1年」と宣告される事態に至った[59]。金村の身を案じる旨のメッセージが関係者やファンなどから相次ぐなど、この宣告が大きな波紋を呼んだことから、金村は生活習慣の大幅な見直しに着手。（水分の摂取ではなく）飲酒をはさみながらサウナへの入浴を繰り返していたことが宣告の一因に挙げられたため、行く先々でのサウナ通いを止める代わりに、自宅で重炭酸湯へ入浴するようになった。さらに、多い時には1日で5 - 6回に達していた食事の回数を2回に減らすなど、余命を1年から15年に伸ばすことを目標に体質の改善を図っている[60]。
  - 2021年に発売されたくるりの13枚目のアルバムに収録されている楽曲『野球』の中で、間奏中に「金村！」と岸田繁が叫ぶ声が収録されており、歌詞カードにも記載されている（ただし、岸田は広島東洋カープのファンを公言している）。
- 金村はずっと長嶋茂雄から「カナモリくん」と呼ばれていた。それについて金村は、「カネムラですって言えないし、もうカナモリでいいやって思った」といっている[61]。

## 詳細情報

### 年度別打撃成績
| 年 度      | 球 団      | 試 合 | 打 席 | 打 数 | 得 点 | 安 打 | 二 塁 打 | 三 塁 打 | 本 塁 打 | 塁 打 | 打 点 | 盗 塁 | 盗 塁 死 | 犠 打 | 犠 飛 | 四 球 | 敬 遠 | 死 球 | 三 振 | 併 殺 打 | 打 率 | 出 塁 率 | 長 打 率 | O P S |
| ---------- | ---------- | ----- | ----- | ----- | ----- | ----- | -------- | -------- | -------- | ----- | ----- | ----- | -------- | ----- | ----- | ----- | ----- | ----- | ----- | -------- | ----- | -------- | -------- | ----- |
| 1982       | 近鉄       | 7     | 17    | 17    | 0     | 2     | 0        | 0        | 0        | 2     | 0     | 0     | 0        | 0     | 0     | 0     | 0     | 0     | 7     | 0        | .118  | .118     | .118     | .235  |
| 1983       | 近鉄       | 38    | 83    | 76    | 6     | 15    | 3        | 0        | 2        | 24    | 11    | 1     | 0        | 4     | 0     | 3     | 0     | 0     | 19    | 2        | .197  | .228     | .316     | .544  |
| 1984       | 近鉄       | 54    | 115   | 94    | 11    | 16    | 3        | 0        | 2        | 25    | 10    | 2     | 0        | 6     | 2     | 11    | 0     | 2     | 23    | 3        | .170  | .266     | .266     | .532  |
| 1985       | 近鉄       | 42    | 80    | 72    | 11    | 21    | 3        | 1        | 3        | 35    | 8     | 0     | 0        | 3     | 0     | 4     | 0     | 1     | 13    | 1        | .292  | .338     | .486     | .824  |
| 1986       | 近鉄       | 130   | 493   | 437   | 66    | 120   | 23       | 6        | 23       | 224   | 67    | 3     | 1        | 10    | 4     | 39    | 0     | 3     | 83    | 10       | .275  | .335     | .513     | .848  |
| 1987       | 近鉄       | 130   | 531   | 469   | 51    | 114   | 12       | 2        | 14       | 172   | 61    | 4     | 3        | 8     | 11    | 42    | 2     | 1     | 101   | 11       | .243  | .300     | .367     | .667  |
| 1988       | 近鉄       | 99    | 379   | 323   | 37    | 93    | 17       | 0        | 14       | 152   | 48    | 2     | 1        | 5     | 3     | 48    | 2     | 0     | 65    | 7        | .288  | .377     | .471     | .848  |
| 1989       | 近鉄       | 81    | 288   | 244   | 32    | 55    | 7        | 0        | 7        | 83    | 30    | 0     | 2        | 12    | 1     | 29    | 0     | 2     | 68    | 6        | .225  | .312     | .340     | .652  |
| 1990       | 近鉄       | 113   | 450   | 376   | 67    | 103   | 25       | 1        | 17       | 181   | 51    | 7     | 7        | 5     | 2     | 64    | 3     | 3     | 85    | 6        | .274  | .382     | .481     | .863  |
| 1991       | 近鉄       | 130   | 526   | 467   | 65    | 126   | 16       | 3        | 16       | 196   | 60    | 2     | 2        | 6     | 1     | 50    | 2     | 2     | 88    | 13       | .270  | .342     | .420     | .762  |
| 1992       | 近鉄       | 102   | 390   | 335   | 50    | 87    | 11       | 3        | 13       | 143   | 44    | 5     | 3        | 4     | 1     | 48    | 4     | 2     | 66    | 7        | .260  | .355     | .427     | .782  |
| 1993       | 近鉄       | 47    | 176   | 154   | 14    | 34    | 6        | 1        | 3        | 51    | 18    | 1     | 1        | 5     | 0     | 15    | 1     | 2     | 21    | 2        | .221  | .298     | .331     | .629  |
| 1994       | 近鉄       | 80    | 279   | 254   | 34    | 76    | 15       | 0        | 8        | 115   | 28    | 2     | 1        | 3     | 3     | 17    | 0     | 2     | 47    | 3        | .299  | .344     | .453     | .797  |
| 1995       | 中日       | 28    | 88    | 79    | 4     | 14    | 4        | 0        | 1        | 21    | 5     | 0     | 1        | 2     | 0     | 7     | 0     | 0     | 15    | 6        | .177  | .244     | .266     | .510  |
| 1996       | 中日       | 42    | 45    | 40    | 1     | 7     | 1        | 0        | 0        | 8     | 6     | 0     | 0        | 0     | 0     | 5     | 0     | 0     | 6     | 0        | .175  | .267     | .200     | .467  |
| 1997       | 西武       | 73    | 152   | 124   | 13    | 38    | 10       | 1        | 3        | 59    | 26    | 3     | 0        | 0     | 2     | 22    | 0     | 4     | 28    | 6        | .306  | .421     | .476     | .897  |
| 1998       | 西武       | 41    | 52    | 38    | 2     | 10    | 2        | 0        | 1        | 15    | 7     | 0     | 1        | 0     | 3     | 10    | 0     | 1     | 11    | 0        | .263  | .404     | .395     | .799  |
| 1999       | 西武       | 25    | 60    | 44    | 2     | 8     | 0        | 0        | 0        | 8     | 7     | 2     | 0        | 0     | 0     | 16    | 3     | 0     | 6     | 2        | .182  | .400     | .182     | .582  |
| 通算：18年 | 通算：18年 | 1262  | 4204  | 3643  | 466   | 939   | 158      | 18       | 127      | 1514  | 487   | 34    | 23       | 73    | 33    | 430   | 17    | 25    | 752   | 85       | .258  | .337     | .416     | .753  |

- 各年度の太字はリーグ最高

### 年度別守備成績
| 年 度 | 捕手  | 捕手  | 捕手  | 捕手  | 捕手  | 捕手     | 捕手  | 捕手     | 捕手     | 捕手     | 捕手     | 一塁  | 一塁  | 一塁  | 一塁  | 一塁  | 一塁     | 二塁  | 二塁  | 二塁  | 二塁  | 二塁  | 二塁     | 三塁  | 三塁  | 三塁  | 三塁  | 三塁  | 三塁     |
| 年 度 | 試 合 | 刺 殺 | 補 殺 | 失 策 | 併 殺 | 守 備 率 | 捕 逸 | 企 図 数 | 許 盗 塁 | 盗 塁 刺 | 阻 止 率 | 試 合 | 刺 殺 | 補 殺 | 失 策 | 併 殺 | 守 備 率 | 試 合 | 刺 殺 | 補 殺 | 失 策 | 併 殺 | 守 備 率 | 試 合 | 刺 殺 | 補 殺 | 失 策 | 併 殺 | 守 備 率 |
| ----- | ----- | ----- | ----- | ----- | ----- | -------- | ----- | -------- | -------- | -------- | -------- | ----- | ----- | ----- | ----- | ----- | -------- | ----- | ----- | ----- | ----- | ----- | -------- | ----- | ----- | ----- | ----- | ----- | -------- |
| 1982  | -     | -     | -     | -     | -     | -        | -     | -        | -        | -        | -        | -     | -     | -     | -     | -     | -        | -     | -     | -     | -     | -     | -        | 5     | 2     | 4     | 2     | 1     | .750     |
| 1983  | -     | -     | -     | -     | -     | -        | -     | -        | -        | -        | -        | 23    | 133   | 3     | 2     | 8     | .986     | -     | -     | -     | -     | -     | -        | 11    | 8     | 14    | 2     | 1     | .917     |
| 1984  | -     | -     | -     | -     | -     | -        | -     | -        | -        | -        | -        | 10    | 26    | 4     | 0     | 0     | 1.000    | -     | -     | -     | -     | -     | -        | 36    | 34    | 14    | 2     | 1     | .917     |
| 1985  | -     | -     | -     | -     | -     | -        | -     | -        | -        | -        | -        | 6     | 13    | 0     | 0     | 1     | 1.000    | 2     | 1     | 0     | 0     | 0     | 1.000    | 24    | 16    | 39    | 7     | 4     | .887     |
| 1986  | -     | -     | -     | -     | -     | -        | -     | -        | -        | -        | -        | -     | -     | -     | -     | -     | -        | -     | -     | -     | -     | -     | -        | 128   | 92    | 281   | 16    | 34    | .959     |
| 1987  | -     | -     | -     | -     | -     | -        | -     | -        | -        | -        | -        | 5     | 16    | 1     | 0     | 1     | 1.000    | -     | -     | -     | -     | -     | -        | 130   | 106   | 274   | 12    | 22    | .969     |
| 1988  | -     | -     | -     | -     | -     | -        | -     | -        | -        | -        | -        | 6     | 7     | 0     | 0     | 0     | 1.000    | -     | -     | -     | -     | -     | -        | 99    | 67    | 223   | 7     | 23    | .976     |
| 1989  | -     | -     | -     | -     | -     | -        | -     | -        | -        | -        | -        | 5     | 40    | 2     | 0     | 2     | 1.000    | 4     | 0     | 1     | 0     | 0     | 1.000    | 79    | 57    | 169   | 11    | 19    | .954     |
| 1990  | -     | -     | -     | -     | -     | -        | -     | -        | -        | -        | -        | -     | -     | -     | -     | -     | -        | -     | -     | -     | -     | -     | -        | 108   | 74    | 212   | 17    | 16    | .944     |
| 1991  | 1     | 2     | 0     | 0     | 0     | 1.000    | 0     |          | 1        | 0        | .000     | -     | -     | -     | -     | -     | -        | -     | -     | -     | -     | -     | -        | 126   | 89    | 257   | 17    | 23    | .953     |
| 1992  | -     | -     | -     | -     | -     | -        | -     | -        | -        | -        | -        | -     | -     | -     | -     | -     | -        | -     | -     | -     | -     | -     | -        | 92    | 62    | 153   | 14    | 16    | .939     |
| 1993  | -     | -     | -     | -     | -     | -        | -     | -        | -        | -        | -        | -     | -     | -     | -     | -     | -        | -     | -     | -     | -     | -     | -        | 47    | 33    | 69    | 6     | 8     | .944     |
| 1994  | -     | -     | -     | -     | -     | -        | -     | -        | -        | -        | -        | 2     | 5     | 1     | 0     | 1     | 1.000    | -     | -     | -     | -     | -     | -        | 62    | 42    | 86    | 2     | 8     | .985     |
| 1995  | -     | -     | -     | -     | -     | -        | -     | -        | -        | -        | -        | -     | -     | -     | -     | -     | -        | -     | -     | -     | -     | -     | -        | 26    | 19    | 30    | 4     | 2     | .925     |
| 1996  | -     | -     | -     | -     | -     | -        | -     | -        | -        | -        | -        | -     | -     | -     | -     | -     | -        | -     | -     | -     | -     | -     | -        | 12    | 3     | 8     | 1     | 1     | .917     |
| 1997  | -     | -     | -     | -     | -     | -        | -     | -        | -        | -        | -        | 18    | 143   | 3     | 3     | 17    | .980     | -     | -     | -     | -     | -     | -        | 1     | 0     | 2     | 0     | 0     | 1.000    |
| 1998  | -     | -     | -     | -     | -     | -        | -     | -        | -        | -        | -        | 4     | 24    | 2     | 0     | 1     | 1.000    | -     | -     | -     | -     | -     | -        | 2     | 0     | 0     | 0     | 0     | .000     |
| 1999  | -     | -     | -     | -     | -     | -        | -     | -        | -        | -        | -        | 10    | 72    | 8     | 2     | 6     | .976     | -     | -     | -     | -     | -     | -        | 1     | 0     | 0     | 0     | 0     | .000     |
| 通算  | 1     | 2     | 0     | 0     | 0     | 1.000    | 0     |          | 1        | 0        | .000     | 87    | 445   | 21    | 7     | 35    | .985     | 6     | 1     | 1     | 0     | 0     | 1.000    | 989   | 704   | 1887  | 122   | 181   | .955     |

### 表彰
- ジュニアオールスターゲームMVP：1回（1982年）

### 記録
初記録
- 初出場：1982年9月14日、対西武ライオンズ後期8回戦（日生球場）、8回表に羽田耕一に代わり三塁手として出場
- 初先発出場：1982年9月21日、対日本ハムファイターズ後期11回戦（後楽園球場）、8番・三塁手として出場
- 初安打：同上、4回表に木田勇から中前安打
- 初打点：1983年5月12日、対ロッテオリオンズ4回戦（川崎球場）、8回表に仲根政裕の代打として出場、スティーブ・シャーリーから同点適時打
- 初本塁打：1983年10月21日、対阪急ブレーブス26回戦（藤井寺球場）、2回裏に木下智裕から3ラン

節目の記録
- 100本塁打：1992年4月21日、対千葉ロッテマリーンズ1回戦（日生球場）、5回裏に園川一美からソロ　※史上169人目
- 1000試合出場：1994年6月11日、対日本ハムファイターズ11回戦（東京ドーム）、7番・三塁手として先発出場　※史上319人目

その他の記録
- オールスターゲーム出場：1回 （1990年）
- サイクルヒット：1986年7月17日、対阪急ブレーブス12回戦（阪急西宮球場）　※史上39人目
  - 1982年7月23日のジュニアオールスターゲーム（横浜）でもサイクル安打を達成

### 背番号
- 28 （1982年 - 1986年）
- 6 （1987年 - 1997年途中）
- 24 （1997年途中 - 1999年）

## 出演

### 現在の出演番組
レギュラー
- MBSベースボールパーク ※2016年からレギュラー解説者として出演。
  - 野球解説者としては、MBSラジオと専属契約を結ぶ一方で、同じタイトルを使用するテレビの阪神戦中継（主にラジオと同時に放送する場合の副音声）にも随時登場する。
  - 神宮球場のヤクルト対阪神戦をニッポン放送との相互ネット形式で中継する場合には、試合の展開に応じて、ニッポン放送でも金村の解説が流れることがある。
  - 2017年までは、金曜日に開催された甲子園球場の阪神対巨人戦の中継を通じて、TBSラジオに金村の解説が流れることがあった。2019年からは、阪神のホームゲームを裏送り方式で対戦球団の地元局（東海ラジオなど）向けに中継する場合（主に日曜開催のデーゲーム）にも、随時解説を担当。阪神との「関西ダービー」を除いて出演していなかったオリックス・バファローズのホームゲーム中継でも、2020年から裏送り（STVラジオ・九州朝日放送など）向けの解説を務める。
  - 2016年度のナイターオフ期間には、金山泉（毎日放送アナウンサー）とのコンビで、『with Tigers MBSベースボールパーク　みんなでホームイン!』の日曜版へ月に1回のペースで出演していた。

- 金村義明のええかげんにせぇ〜!　
  - 2017 - 2020年度のナイターオフ期間は「MBSヨル隊」火曜枠の生放送番組、2021年10月以降は「夕方もポチっとMラジ」月曜枠の通年番組として編成。「MBSヨル隊」で放送を開始する前（2015年4月）から、当時平日の夕方に編成されていた『上泉雄一のええなぁ!』で月曜日のパートナーを務めていたため、ナイターオフ期間には2日連続でMBSラジオの生ワイド番組へレギュラーで登場していた。
  - 2021年10月改編で『上泉雄一のええなぁ!』の放送枠が平日の早朝へ移動したことに伴って、「夕方もポチっとMラジ」というレーベル枠が新たに設けられたため、『ええなぁ!』月曜分からの続投扱いで同枠に編入。

以上の番組はいずれも、MBSラジオで制作。
- BANZAI!野球好き（J SPORTS）
- enjoy! Baseball（フジテレビ・関西テレビ・テレビ新広島）
  - フジテレビ制作分の中継については、2017年限りで専属契約を終了。

- SWALLOWS BASEBALL L!VE（フジテレビONE）
- プロ野球ニュース
- バラいろダンディ（TOKYO MX）※2015年10月から2018年3月まで木曜ダンディ、2018年4月より金曜ダンディ（それ以前より単発ゲスト出演多数）
- プロ野球　そこそこ昔ばなし（Amazonプライムで2019年10月から配信）※レギュラーゲスト
- 週刊ニュースリーダー（テレビ朝日） ※2021年4月3日放送分からコメンテーターとして出演

準レギュラー
- お笑いワイドショー マルコポロリ!（関西テレビ） ※野球関連の話題を扱う回（主に「パ・リーグ残酷物語」）で「ご意見番」として出演
- 羽鳥慎一モーニングショー（テレビ朝日）　※報徳学園高校の投手として夏の選手権全国制覇を経験した実績を買われて、2018年の第100回選手権記念大会直後から、高校野球やNPBドラフト会議関連の話題を取り上げる際にコメンテーターとして出演。
- 水野真紀の魔法のレストランシリーズ（毎日放送）※『水野真紀の魔法のレストランR』時代には、2ヶ月に1回程度のペースで出演していた。

### 過去の出演番組
- 松尾雄治のピテカンワイド（TBSラジオ、2001年10月1日 - 2002年9月）※野球解説者として初めてレギュラーで出演
- ジャンクSPORTS（フジテレビ）
- すぽると!（フジテレビ）
- こんちわコンちゃんお昼ですょ!（MBSラジオ）※月に1回のペースで月曜日に電話で出演
- きになるオセロ（ABCテレビ）※隔週
- ツー快!お昼ドキッ（CBCラジオ）※水曜パーソナリティ
- 金村義明の健康でいてまえ!（ラジオ大阪）※パーソナリティ
- 上泉雄一のええなぁ!（MBSラジオ、2015年3月30日 - 2021年9月27日）
  - 月曜パートナーとして全編に出演。「週刊カネスポ」という冠解説コーナーを担当していたほか、メインパーソナリティである上泉雄一（毎日放送アナウンサー）の休暇中には、『金村義明のええなぁ!』と称してパーソナリティ代理を務めていた。
- 玉袋筋太郎のナイトスナッカーズ 西荻窪編
- ガンバレ日本プロ野球!?（J SPORTS）※プロ野球のオフシーズンに放送
- J SPORTS STADIUM※主にロッテ戦の解説を担当。2014年はテレビ新広島制作分（地上波同時放送）に出演。
- あさチャン!（TBSテレビ）※スポーツコメンテーターとして、2019年4月から隔週水曜日、同年7月から9月まで不定期で火曜日に出演。

以下はいずれも、関西テレビで制作された番組。
- ベリーベリーサタデー!
- FNNスーパーニュースアンカー ※木曜第1部コメンテーター
- たかじん胸いっぱい→胸いっぱいサミット
- コヤぶるッ!SPORTS

以下はいずれも、MBSテレビで制作された番組。
- ちちんぷいぷい  ※年に2回設定される「MBSラジオ　スペシャルウィーク」期間中の月曜日に、『上泉雄一のええなぁ!』のPRを兼ねたサイマル放送で登場。月 - 木曜日の総合司会を山本浩之が務めていた2017年（11月22日）と2018年には、水曜日の全編にパネラーとして出演していた。
- ケンゴローサーカス団 ※「団員」の1人としてレギュラー出演
- 戦え!スポーツ内閣 ※2016年10月からのレギュラー放送開始を機に、番組のコンセプトに沿って、「プロ野球大臣」という肩書で出演。

### テレビCM
いずれも関西ローカルで放送
- 国土リアルエステート
- ハウスクリエイト（2019年 - ）

### ラジオCM
- エスライズ・エージェンシー（2016年 - 、MBSラジオ・関西ローカル限定）
- お菓子のよしや（2020年 - 、同上） ※2021年3月まで『上泉雄一のええなぁ!』で共演していた藤林温子（毎日放送アナウンサー）と揃って出演

### 著書
- 『在日魂』（講談社、2000年、ISBN 4062103494／講談社文庫、2004年12月、ISBN 4062749378）
- 『元祖いてまえ男金村義明のプロ野球警戒警報!』（日本文芸社、2002年）ISBN 4537250909
- 『プロ野球勝てる監督、負けるボス』（実業之日本社、2004年）ISBN 4408395536
- 『仰木彬 パリーグ魂：命をかけてプロ野球を救った男』（世界文化社、2006年）ISBN 4418065369
- 『80年代パ・リーグ 今だから言えるホントの話』（東京ニュース通信社、2016年）ISBN 4198641358